# Lycaena hermes
Lycaena hermes là một loài bướm thuộc họ Lycaenidae. Loài này có ở México và nam California Hoa Kỳ.
Sải cánh dài từ 25–32 mm.